# Rue Fontaine-del-Saulx
La rue Fontaine-del-Saulx est une rue de Lille, dans le Nord, en France. 

## Situation et accès
Cette voie du quartier de Lille-Centre relie la rue Jacquemars Gielée à la rue de Bourgogne. La rue figure parmi les îlots regroupés pour l'information statistique (IRIS No 0105 - LILLE CENTRE 5) de Lille, tels que l'Insee les a établis en 1999.

## Origine du nom

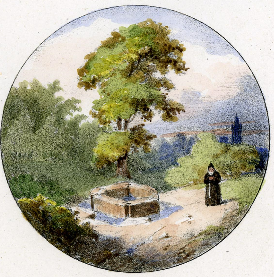
Fontaine del Saulx illustration de Charles Benvignat 1830

La rue prend en 1866 son nom de  « Fontaine del Saulx » (Fontaine des saules), source au pied d’un saule, lieu mythique où Lydéric, fondateur de la ville de Lille, aurait été recueilli  à sa naissance vers 620 au milieu du « Bois sans mercy » par un ermite et allaité par une biche.
Cette fontaine aurait été située approximativement à l’emplacement du Palais Rameau sur le cours du Fourchon, bras de la Deûle qui alimentait avant 1670 un moulin, le « moulin del Saulx ».
Le cours du Fourchon fut partiellement tari par la création du canal des Stations en 1565 puis par le creusement du canal Vauban en 1670, entrainant l’abandon de ce moulin.
Cette voie d’eau fut recouverte dans les années 1860 sur le territoire de l’ancienne zone d’inondation puis progressivement au cours des décennies suivantes entre la place de Lattre-de-Tassigny et la rue Solférino.

## Historique
L’origine de la rue est un chemin qui longeait le bord du  «Blanc Ballot», petit secteur relativement à sec à l’intérieur de la zone inondable destinée à protéger la ville en cas de siège, située entre les remparts de Lille au nord et une digue longée par un fossé en eau, ponctuée par des redoutes aux angles. Comme l’ensemble de la zone d’inondation, le Blanc Ballot était situé dans la partie de la zone de servitude militaire de Lille sur le territoire de la commune de Wazemmes.
Le Blanc Ballot était parcouru au centre par un chemin transformé en rue vers 1845, actuelle rue Boucher-de-Perthes.
Le contour du Blanc Ballot qui comprenait également  l’actuel passage de la Fontaine del Saulx, était encore rural et non construit en 1830. Le contour devient une rue pavée en 1846, bordée de plusieurs maisons.
Ces  maisons ont disparu par la suite. Ce début d’urbanisation qui figure sur un plan de 1855 était l’extension du faubourg de la Barre qui demandait à cette époque sa constitution en commune distincte de Wazemmes. Cette séparation qui n'était pas souhaitée par les habitants du Blanc Ballot qui préféraient rester rattachés à Wazemmes, fut refusée par décision du Ministre de l'Intérieur du 4 juillet 1849.
L'environnement du Blanc Ballot est bouleversé par les travaux de démolition des fortifications et de la digue dans les années 1860 préparant l’urbanisation du territoire entre l’ancienne enceinte et Wazemmes à la suite de l’annexion par la ville de Lille des communes de Wazemmes, d’Esquermes, de Moulins et de Fives en 1858. Ce territoire est totalement aplani et il ne subsiste aucune trace de l’ancienne digue, des redoutes, ni du léger surplomb du Blanc Ballot à l’intérieur de la zone d’inondation.
La rue du Contour du Blanc Ballot est alors intégrée dans un réseau de nouvelles voies tracées après l’annexion de 1858.
Avec la rue de la Digue et la rue Boucher de Perthes, elle  est l’une des rares voies de la zone d’inondation et de l'ensemble de la partie sud du glacis des remparts dont l’origine est antérieure à l’agrandissement de 1858.

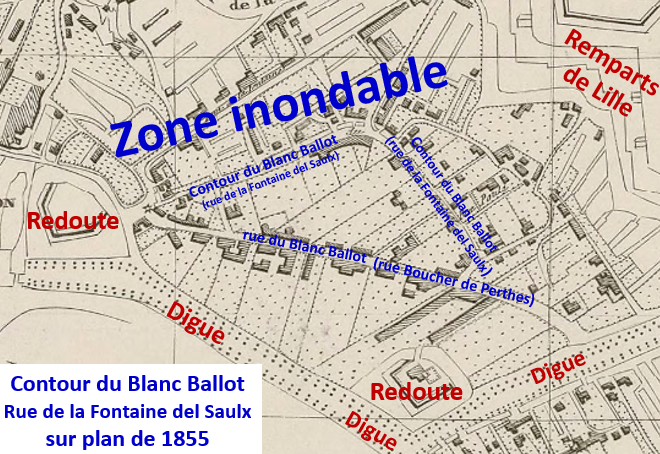
Contour du Blanc Ballot en 1855
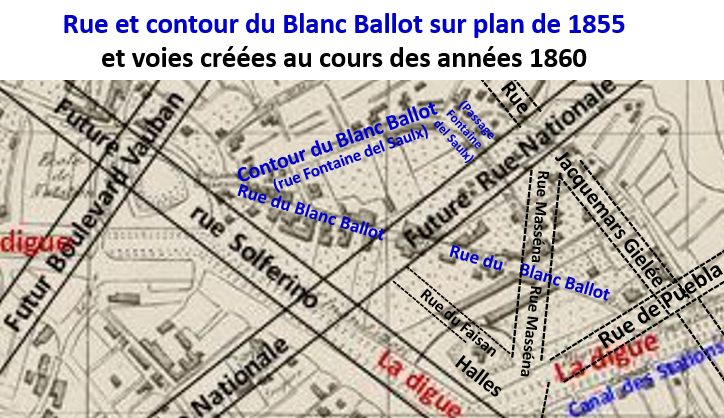
Contour du Blanc Ballot en 1855 avec les voies actuelles

### La rue et le passage Fontaine del Saulx auXXIesiècle
La rue est longée en grande partie par des maisons d’habitations ayant remplacé autour de 1900 les constructions du milieu du XIXe siècle et par quelques immeubles résidentiels plus récents. C’est une voie assez calme sans commerce à proximité de l’hypercentre et des secteurs plus animés de la rue Masséna, de la rue Solférino et de Wazemmes.
Elle est reliée au passage Fontaine del Saulx qui faisait également partie du contour du Blanc Ballot. Contrairement à la rue élargie et régularisée dans les années 1860, le passage  a conservé son gabarit étroit d’origine. La partie de ce passage reliée à la rue Boucher de Perthes a été privatisée.

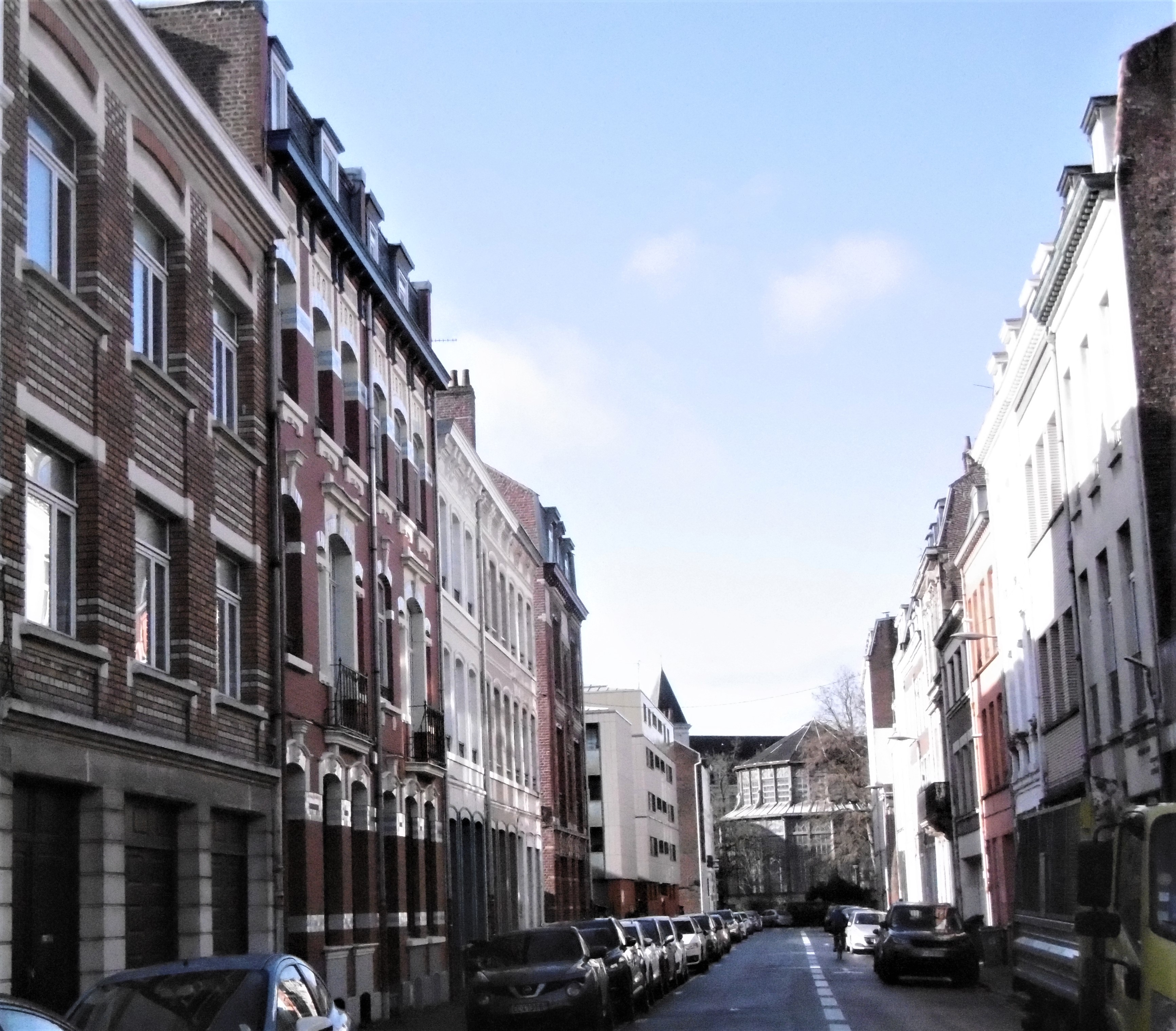
Rue Fontaine del Saulx au fond le Palais Rameau
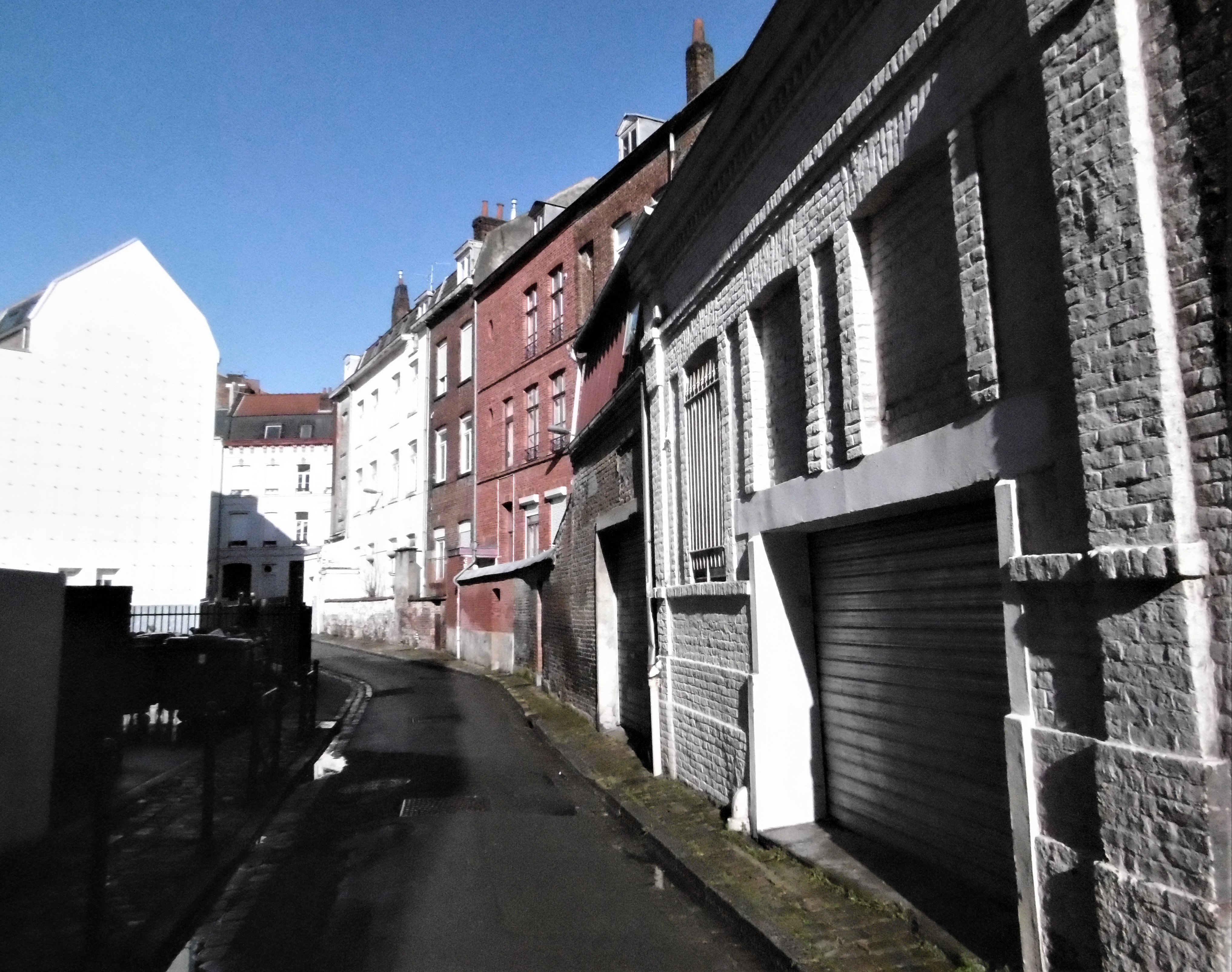
Passage Fontaine del Saulx vue de la rue Nationale vers la rue Fontaine del Saulx